# 1956年メルボルンオリンピックのイタリア選手団
1956年メルボルンオリンピックのイタリア選手団（1956ねんメルボルンオリンピックのイタリアせんしゅだん）は、1956年11月22日から12月8日にかけてオーストラリアのメルボルンで開催された1956年メルボルンオリンピックのイタリア選手団、およびその競技結果。

## 概要
今大会は金メダル8個、銀メダル8個、銅メダル9個の合計25個のメダルを獲得した。

## メダル
| メダル | 選手名                                                                                              | 競技   | 種目                      |
| ------ | --------------------------------------------------------------------------------------------------- | ------ | ------------------------- |
| 金     | エルコーレ・バルディーニ                                                                            | 自転車 | 男子個人ロードレース      |
| 金     | レアンドロ・ファッジン                                                                              | 自転車 | 男子1000mタイムトライアル |
| 金     | ヴァレンティーノ・ガスパレッラ アントニオ・ドメニカリ レアンドロ・ファッジン フランコ・ガンディーニ | 自転車 | 男子4000m団体追い抜き     |
| 銀     | グリエルモ・ペゼンティ                                                                              | 自転車 | 男子スプリント            |
| 銅     | ジュゼッペ・オニャ チェザーレ・ピナレッロ                                                           | 自転車 | 男子タンデムスプリント    |